# Panorpa susteri
Panorpa susteri är en näbbsländeart som beskrevs av Apollonia Nagler 1970. Panorpa susteri ingår i släktet Panorpa och familjen skorpionsländor. Inga underarter finns listade i Catalogue of Life.